# ادواردو پریرا
ادواردو پریرا (اسپانیایی: Eduardo Pereira‎؛ زادهٔ ۲۱ مارس ۱۹۵۴) بازیکن فوتبال اهل اروگوئه بود.
از باشگاه‌هایی که در آن بازی کرده‌است می‌توان به باشگاه فوتبال ایندپندینته، باشگاه فوتبال اسپانیول، باشگاه فوتبال سابادل، باشگاه فوتبال پنیارول، باشگاه فوتبال ناسیونال (اروگوئه)، باشگاه فوتبال لیورپول (مونته‌ویدئو)، باشگاه ورزشی سالامانکا، و باشگاه فوتبال مونته‌ویدئو واندررز اشاره کرد.
وی همچنین در تیم ملی فوتبال اروگوئه بازی کرده‌است.